# Lewis White Beck
Lewis White Beck (Griffin, 26 settembre 1913 – Rochester, 7 giugno 1997) è stato un filosofo e studioso di filosofia tedesca statunitense, specializzato nell'idealismo tedesco. Beck è stato Burbank Professor di Filosofia Intellettuale e Morale presso l'Università di Rochester e ha ricoperto il ruolo di presidente del Dipartimento di Filosofia dal 1949 al 1966. Ha tradotto diverse opere di Immanuel Kant, come la Critica della ragion pratica, ed è stato autore di Studi sulla filosofia di Kant (1965).

## Biografia
Nato a Griffin (Georgia), Beck era il più giovane di quattro figli in una famiglia cresciuta da Erasmus W. Beck e Ann H. Beck. Tra i suoi fratelli vi erano: Evelyn H. Beck, Edwin H. Beck e Sarah A Beck. Il padre lavorava come ingegnere e rappresentante di commercio.
Beck ricevette la laurea Phi Beta Kappa dalla Università Emory nel 1934, il master dalla Università Duke nel 1935 e il dottorato dalla Duke University nel 1937. La sua tesi di laurea si intitolava: “Synopsis: Uno studio sulla teoria della conoscenza”.

### Carriera accademica
Prima di trasferirsi a Rochester, Beck è stato studente internazionale e Rosenwald Fund Fellow presso l'Università libera di Berlino: 1937-38; un'intervista sulla sua esperienza in quell'università è apparsa su The Atlanta Journal-Constitution, il 18 settembre 1938, istruttore presso l'Università Emory (1938-41), professore associato di filosofia presso l'Università del Delaware (1941-48) e professore associato presso la Lehigh University (1946-48), diventando infine professore (1948-49).
Beck è entrato a far parte della facoltà dell'Università di Rochester nel 1949 ed è stato presidente del Dipartimento di Filosofia dal 1949 al 1966. È stato anche decano associato della Graduate School (1952-1956) e decano della Graduate School (1956-1957), dove ha contribuito al riconoscimento internazionale del programma di dottorato in filosofia. Durante questo periodo gli è stata assegnata una borsa di studio Guggenheim nel campo della filosofia (1957). Nel 1970 ha collaborato con lo studioso kantiano Gottfried Martin all'Università di Bonn per organizzare il primo Congresso Internazionale su Kant ospitato negli Stati Uniti e ha contribuito ad instaurare una stretta collaborazione duratura tra gli studiosi kantiani sia in Germania che in America.
Nel 1962 è stato nominato Burbank Professor of Moral and Intellectual Philosophy e successivamente professore emerito nel 1979. Nel 1962 è stato il primo a ricevere il premio Edward Peck Curtis per l'eccellenza nell'insegnamento agli studenti dell'Università. Nel 1963 è stato eletto membro dell'American Academy of Arts and Sciences e nel 1964 dell'American Council of Learned Societies. Dal 1970 al 1975, Beck ha fatto parte del Consiglio del National Endowment for the Humanities. In questo periodo è stato anche membro del consiglio di amministrazione dell'American Academy of Arts and Sciences (1970-1978). Beck fu anche presidente dell'American Philosophical Association - Divisione Orientale (1971-1972).
Nel corso della sua lunga carriera accademica, Beck ha anche ricoperto incarichi di professore invitato presso diversi importanti centri di ricerca accademici, tra cui: Columbia University (1950), Università George Washington, Università del Minnesota (1953), Università della California - Berkeley (1973), Università Yale (1974) e Rochester Institute of Technology (1982-1983). Inoltre, ha ricevuto lauree ad honorem dall'Hamilton College, dalla Emory University e dall'Università di Tubinga.
Oltre all'attività didattica, Beck ha fatto parte del comitato editoriale di diverse importanti riviste di ricerca filosofica, tra cui: il Journal of the History of Ideas e Kantian-Studien. Nel corso degli anni ha fatto parte anche del comitato editoriale della rivista The Monist, che ha ospitato anche i suoi lavori. Inoltre, nel 1970 è stato redattore degli Atti del Terzo Congresso Internazionale su Kant. Nel 1985 ha anche contribuito alla formazione della North American Kantian Society.
Nel corso degli anni, Beck è stato lodato dai suoi studenti per il suo fascino e la sua arguzia. Anche dopo il suo ritiro formale nel 1979, ha continuato a partecipare ad incontri informali con aspiranti giovani studiosi nel tentativo di condividere le sue intuizioni uniche sulle opere di Kant fino al 1996. Si è osservato spesso che scherzava sul fatto che il suo premio per l'eccellenza nell'insegnamento fosse stato rifiutato come "non tassabile" dall'Agenzia delle Entrate perché più appropriatamente classificato come "non guadagnato".

### Opere accademiche

#### Immanuel Kant
Beck è noto soprattutto per la sua ricerca sugli scritti collettivi del filosofo tedesco Immanuel Kant. Tra le sue pubblicazioni figura la traduzione dell'ampia “Critica della ragion pura” di Kant nel 1949. Ha inoltre ottenuto un ampio riconoscimento nazionale e internazionale all'interno dei circoli accademici per la sua erudizione, i suoi commenti e la sua conoscenza enciclopedica delle opere filosofiche di Kant.
Nel corso dei suoi esaurienti commenti, Beck ha condiviso diverse intuizioni degne di nota sul pensiero filosofico di Kant. Rivisitando la distinzione di Kant tra verità “analitiche” e “sintetiche” e il suo concetto di “a priori sintetico”, Beck ha cercato di chiarire il ragionamento di Kant esplorando se i giudizi sintetici debbano essere resi analitici, così come se Kant abbia erroneamente identificato alcuni “giudizi contingenti” come “giudizi necessari”. Ha inoltre osservato che l'uso del termine “sintetico” da parte di Kant sembra trasmettere significati diversi negli scritti di Kant sulla logica trascendentale rispetto ai suoi scritti sulla teoria della logica generale. Beck ha inoltre osservato che questa divergenza di significato è all'origine della sfortunata confusione di molti studenti che esplorano le traduzioni delle opere di Kant dall'originale tedesco all'inglese.
Beck ha anche affermato che la Critica della ragion pratica di Kant è stata ampiamente trascurata dai lettori moderni e talvolta soppiantata nella mente di molti studiosi dalla Fondazione della metafisica dei costumi. Egli sostiene che la comprensione completa della filosofia morale di Kant si ottiene più facilmente esaminando la “seconda critica” di Kant, che propone un'analisi dei concetti di libertà e di ragione pratica. Nel suo Commento alla Critica della ragion pratica di Kant (1961) Beck afferma che la “seconda critica” di Kant serve a tessere questi diversi filoni in un disegno unitario per la sua teoria sull'autorità morale in generalel.

#### Filosofia laica
Nel suo Six Secular Philosophers (1966), Beck ha anche cercato di esplorare le caratteristiche generali di una filosofia laica e se tale filosofia possa essere formulata per accettare credenze e valori religiosi. Beck osservò che, sebbene una concettualizzazione esatta o precisa di una filosofia laica possa essere sfuggente, una filosofia laica probabilmente richiede un appello all'indipendenza del pensiero. Secondo Beck, dovrebbe anche incorporare alcuni aspetti del pensiero religioso. In quest'ottica, Beck ha identificato diverse “famiglie” di filosofi laici. Nel primo gruppo Beck richiama la nostra attenzione sui filosofi che hanno posto dei limiti alla portata, alla validità e al contenuto del credo religioso facendo appello alle ricerche scientifiche e filosofiche. In questo gruppo individua Baruch Spinoza, David Hume e Kant. Nel secondo raggruppamento, Beck inserisce Friedrich Nietzsche, William James e George Santayana, ognuno dei quali ha esplorato il rapporto tra i valori religiosi in generale e gli altri valori della vita. Beck sostiene che Kant, in definitiva, non poteva accogliere l'abbraccio di Spinoza alla sostanza o il suo appello al monismo. Secondo Beck, Kant era invece d'accordo con Hume sul fatto che un'interpretazione scientifica della natura non può servire da sola a confermare la fede religiosa. Secondo Beck, però, Kant si separò anche da Hume, insistendo sul fatto che una diversa base razionale per il pensiero religioso può essere trovata nella coscienza morale dell'uomo.

#### Altri interessi
Le pubblicazioni scientifiche di Beck riflettono anche il suo interesse per argomenti filosofici che non sono prima facie direttamente collegati alle opere di Immanuel Kant. Nel 1966 ha pubblicato un dettagliato esame filosofico delle caratteristiche delle motivazioni consce e inconsce dell'uomo, intitolato Conscious and Unconscious Motives. Nel 1968 ha inoltre collaborato con il suo collega Robert L. Holmes all'Università di Rochester nel libro Philosophic Inquiry: An Introduction to Philosophy. Anni dopo, nel 1971, presentò le sue intuizioni sul tema della ricerca della vita extraterrestre al sessantottesimo incontro annuale orientale dell'American Philosophical Association a New York, in una relazione intitolata Extraterrestrial Intelligent Life.
Nell'opera successiva, Beck ripercorre l'evoluzione della speculazione filosofica sulla presenza di forme di vita intelligenti extraterrestri a partire dagli scritti antichi di Lucrezio, Plutarco e Aristotele, fino ai contributi di Copernico e culminando nell'età moderna con le opere di Darwin, Immanuel Kant, William Whewell e Marx. Egli sostiene che i nostri antenati del XVI e XVII secolo erano afflitti da un profondo pessimismo per il declino del mondo naturale dovuto alla peccaminosità dell'uomo e di conseguenza cercavano la redenzione ricercando la presenza di “esseri superiori” nell'universo. Allo stesso modo, nei tempi moderni, la disperazione e lo sconvolgimento tecnologico dell'umanità sono dovuti in parte all'inquinamento del mondo naturale e in parte ai ripetuti fallimenti delle convinzioni morali. Sostiene inoltre che le convinzioni religiose, filosofiche ed esistenziali profondamente radicate servono a perpetuare la confortante idea archetipica che l'uomo non è solo nell'universo. Beck conclude tuttavia con una nota di ottimismo, suggerendo che, sebbene la ricerca di altre forme di vita o di forme di vita superiori nell'universo possa non avere successo, potrebbe produrre conseguenze benefiche, aiutando l'umanità a realizzare modelli di vita migliori qui sulla Terra.
Un tema importante che si ritrova negli scritti di Lewis White Beck è la distinzione tra i diversi tipi di spiegazione degli eventi presenti nel mondo naturale e del comportamento umano. Egli identifica il primo tipo come basato sulle cause e il secondo come basato su giustificazioni razionali. Secondo Beck, si tratta di prospettive completamente diverse sullo stesso argomento. Sostiene inoltre che nessuna delle due visioni è metafisicamente superiore alla visione alternativa e che entrambe sono compatibili tra loro. Beck sostiene inoltre che entrambe le visioni rappresentano in realtà un ideale diverso per la regolazione del comportamento umano nel mondo. La risoluzione da parte di Beck dell'apparente contraddizione tra questi due ideali illustra l'influenza dell'opera di Immanuel Kant sul pensiero filosofico di Beck.

### Onorificenze
Oltre a ricevere borse di studio dal Rosenwald Fund nel 1937, dalla Fondazione Guggenheim nel 1957, dall'American Academy of Arts and Sciences nel 1963 e dall'American Council of Learned Societies nel 1964, Beck è stato il primo a ricevere il premio Edward Peck Curtis dell'Università di Rochester per l'eccellenza nell'insegnamento universitario nel 1962.
Inoltre Beck è stato insignito di diverse lauree honoris causa da parte di importanti istituzioni scientifiche, tra cui: Hamilton College, Università Emory e Università di Tubinga. È stato anche membro onorario della Kant Society in Germania.
Nel 2001 Beck è stato premiato da numerosi eminenti studiosi e dal filosofo Predrag Cicovaki con la pubblicazione di Kant's Legacy: Essays in Honor of Lewis White Beck. Anche il più importante studioso di filosofia tedesca, Walter Kaufmann, ha reso un tributo speciale alle ricerche di Beck nella sua opera Goethe, Kant and Hegel del 1980.

### La morte
Beck retired in 1979 and died in 1997 at age 83 in Rochester (New York). He was survived by his wife
Caroline as well as his two sons Brandon and Hamilton along with two grandsons.
Beck si ritirò nel 1979 e morì nel 1997 all'età di 83 anni a Rochester (New York). Gli sopravvivono la moglie Caroline, i due figli Brandon e Hamilton e due nipoti.

## Pubblicazioni selezionate
È possibile leggere Lewis White Beck's: Studies in the Philosophy of Kant (1965), Early German Philosophy: Kant and His Predecessors (1969) ed ulteriori pubblicazioni su Kant Qui su Archive.org
Nel corso della sua lunga carriera accademica, Lewis White Beck ha pubblicato diversi libri e numerosi articoli scientifici, tra cui le seguenti opere.

### Libri
- Philosophic Inquiry: An Introduction to Philosophy (1952)[40]
- A Commentary on Kant's Critique of Practical Reason (1961)[41][42]
- On History (1963)[43]
- Studies in the Philosophy of Kant (1965)[44]
- Six Secular Philosophers (1966)[45]
- 18th-Century Philosophy (1966) Editor: Lewis White Beck[46]
- Early German Philosophy: Kant and His Predecessors (1969)[47]
- Kant's Theory of Knowledge Editor: Lewis White Beck (1974)[48]
- The Actor and the Spectator (1975)[49][50]
- Essays on Kant and Hume (1978)[51]
- Mr. Boswell dines with Professor Kant (1979)[52]
- Essays by Lewis White Beck: Five Decades as a Philosopher (1998) Editor: Predrag Cicovaki[53]

### Articoli di giornale
Tra gli articoli pubblicati da Lewis White Beck si possono citare:
- "Secondary Quality". The Journal of Philosophy (1946):599-610[54]
- "Potentiality, Property, And Accident". The Philosophical Review (1947):613-630[55]
- "The Distinctive Traits of An Empirical Method". The Journal of Philosophy (1947):337-344[56]
- "The "Natural Science Ideal" In The Social Sciences". The Scientific Monthly (1949):386-394[57]
- "Remarks on the Distinction Between Analytic and Synthetic". Philosophy and Phenomenological Research (1949):720-727[58]
- "Kant's Theory of Definition". The Philosophical Review (1956):179-191[59]
- "On the Meta-Semantics of the Problem of the Synthetic Apriori". Mind (1957):228-232[60]
- "Conscious and Unconscious Motives". Mind (1966):155-179[61]

### Traduzioni
- Immanuel Kant, Prolegomena to Any Future Metaphysics That Will Be Able to Present Itself as a Science, a cura di Lewis White Beck, New York, Bobbss Merrill Educational Publishing, 1950. Ospitato su Internet Archive.
- Immanuel Kant, Critique of Practical Reason, traduzione di Lewis White Beck, New York, The Liberal Arts Press, 1956. Ospitato su Internet Archive.
- Immanuel Kant, The Foundations of the Metaphysics of Morals and What is Enlightenment, traduzione di Lewis White Beck, 2nd, Upper Saddle River, NJ, Prentice Hall Inc., 1997. Ospitato su Internet Archive.

## Opere in archivio
- The Lewis White Beck Papers è stata donata all'Università di Rochester a fini archivistici dal professor Beck nel 1960, 1965, 1969 e 1975. I manoscritti e gli appunti contenuti nella collezione sono accessibili a studiosi e studenti di ricerca presso la Biblioteca dei Libri Rari e delle Collezioni Speciali dell'Università di Rochester, su richiesta.[62]
- La Lewis White Beck manuscripts of Immanuel Kant's Critique of Practical Reason and Other Writings in Moral Philosophy presso la Università del Delaware contiene varie bozze, bozze di stampa, bozze di pagina e l'edizione pubblicata delle traduzioni e delle revisioni dell'opera di Immanuel Kant completate dal professor Beck durante il suo incarico all'Università di Delaware dal 1943 al 1948.[4]

## Collaborazioni professionali
Lewis White Beck è stato membro attivo e membro emerito dell'American Philosophical Association. È stato presidente dell'American Philosophical Association - Eastern Division nel 1971 e presidente del suo consiglio di amministrazione (1974-1977). È stato anche presidente della North East Society for 18th Century Studies nel 1974.